# Kuwu (Balerejo)
Kuwu is een bestuurslaag in het regentschap Madiun van de provincie Oost-Java, Indonesië. Kuwu telt 2660 inwoners (volkstelling 2010).